# Parco eolico di Big Horn

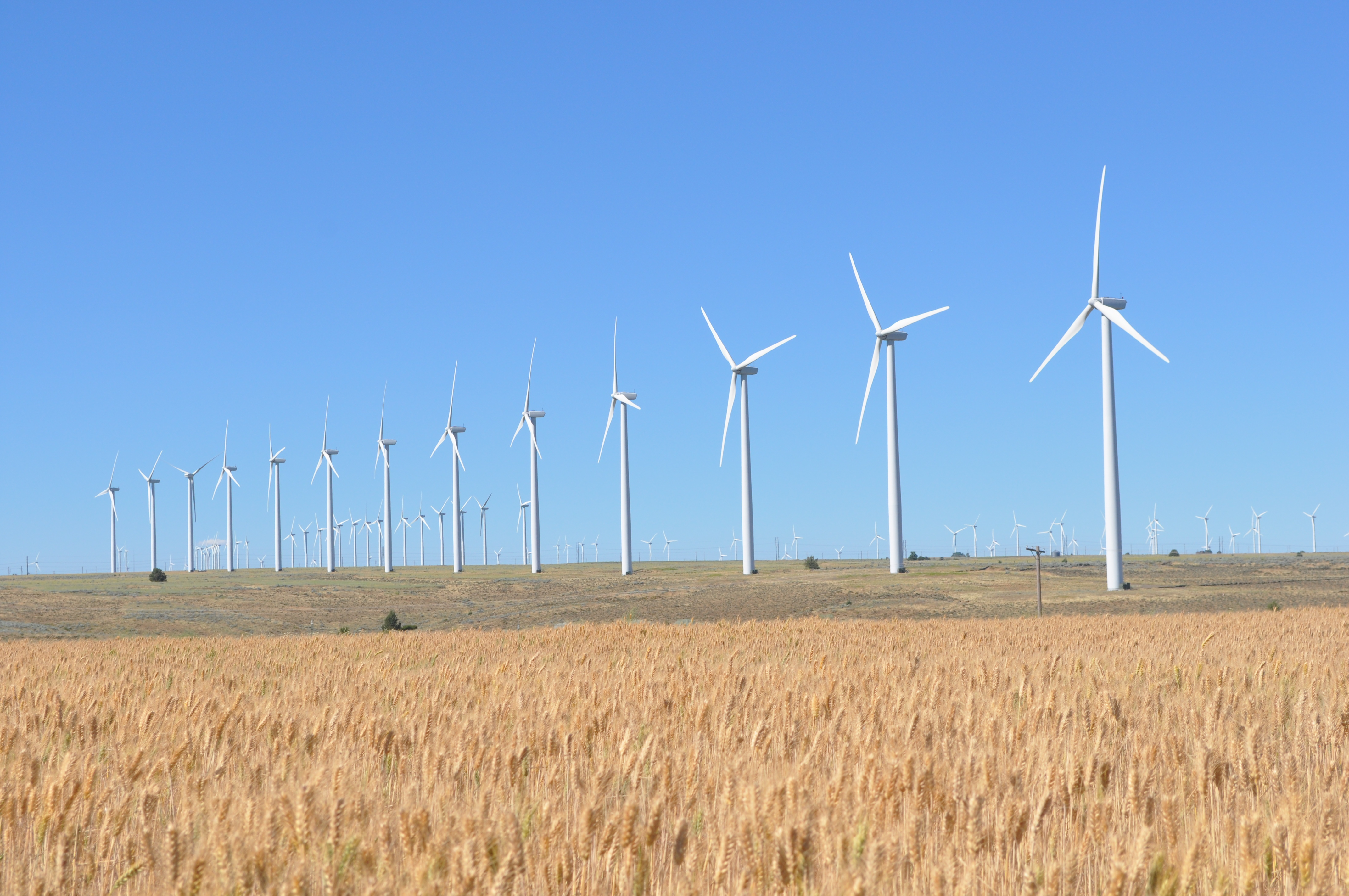

Il parco eolico di Big Horn è un parco eolico statunitense situato nella contea di Klickitat, nello stato di Washington.
Il gruppo di generatori eolici di energia elettrica ha una potenza installata di 200 MW e usa 133 turbine eoliche GE Energy da 1,5 MW. Il 98% delle terre della zona sono rimaste disponibili per i loro scopi tradizionali (caccia, coltivazione).